# Persoonia
- Commons
- Wikispecies

Persoonia é um género botânico pertencente à família Proteaceae.